# Ellhofen
Ellhofen é um município da Alemanha, no distrito de Heilbronn, na região administrativa de Estugarda, estado de Baden-Württemberg.